# 五十嵐莉子
五十嵐 莉子（いがらし　りこ、1999年9月27日 - ）は、東京都出身の元女子柔道選手である。階級は40kg級と44kg級と48kg級。身長148cm。血液型はO型。段位は参段。組み手は右組み。得意技は背負投。2024年8月現在はTBSテレビでディレクターを務めている。

## 経歴
柔道の指導者である父親の影響で、5歳の時に姉の真子に続いて柔道を始めた。
平塚市立浜岳中学校2年の時には全国中学校柔道大会の40kg級で優勝を飾った。3年の時には全日本カデでも優勝した。その後階級を44kg級に上げると、全国中学校柔道大会で3位に入った。
横須賀学院高校へ進学すると、1年の時には全日本カデで2連覇を果たした。
世界カデでは準々決勝でウクライナのダリア・ビロディドに指導2で敗れて3位だった。
全日本ジュニアでは2位だったが、世界ジュニア代表に選出された。世界ジュニアでは決勝で大韓民国のイ・ヘギョンに有効で敗れて2位にとどまった。2年の時には全日本ジュニアの48kg級に出場するが、初戦で敗れた。高校3年の時には48kg級でインターハイに出場し5位入賞。
2018年4月慶應義塾大学総合政策学部に入学し、體育會柔道部に所属した。
2022年、慶應義塾大学総合政策学部を卒業し、TBSテレビに入社した。TBSテレビでは情報制作局ディレクターを務めており、『ひるおび』などを担当。
2023年全日本実業柔道個人選手権大会に48kg級で出場。ベスト8入りし、自身初の講道館杯全日本柔道体重別選手権大会への出場を果たした。
2024年、TBSテレビ「月バラナイト」若手育成番組『キカクノタネ』にて自身が企画演出した「キンニクッキング」がMCを務めるチョコレートプラネットにより、MVPに選出。見事1時間の特番の権利を得る。その企画番組は同年8月19日深夜の「月パラナイト」枠にて「キンニクッキング」として放送される。
2024年パリオリンピック女子48kg級金メダリストの角田夏実が自身の担当番組に出演した際には、角田の必殺技である巴投げの受け手を務めた。
2024年10月には実業個人選手権の48㎏級に慶應柔友会の名義で出場して3位となった。

## 戦績
- 2013年 -　全国中学校柔道大会　個人戦　優勝(40kg級)　団体戦　5位
- 2014年 -　全日本カデ　優勝(40kg級)

44kg級での戦績
- 2014年 -　全国中学校柔道大会　3位
- 2015年 -　全日本カデ　優勝
- 2015年 -　ドイツカデ国際　優勝
- 2015年 -　世界カデ　3位
- 2015年 -　全日本ジュニア　2位
- 2015年 -　世界ジュニア　2位

48kg級での戦績
- 2017年 -　インターハイ 5位
- 2023年-講道館杯全日本柔道体重別選手権大会出場
- 2024年　- 実業個人選手権　3位

(出典、JudoInside.com)